# Вяземский, Павел Петрович
Князь Па́вел Петро́вич Вя́земский (2 (14) июня 1820, Варшава — 29 июня (11 июля) 1888, Санкт-Петербург) — российский дипломат, сенатор, литератор из рода Вяземских. Владелец подмосковной усадьбы Остафьево.

## Биография
Родился в семье князя П. А. Вяземского — близкого друга А. С. Пушкина. В детстве и юношестве П. Вяземский неоднократно встречался с А. С. Пушкиным в своем доме, где последний и записал ему в альбом шутливое шестистишье:

Душа моя Павел, 

Держись моих правил: 

Люби то-то, то-то, 

Не делай того-то. 

Кажись, это ясно. 

Прощай, мой прекрасный.

Эта дружба, вероятно, и заложила начало всей его будущей литературной и научной деятельности. П. П. Вяземский получил блестящее образование в Петришуле, а затем в С.-Петербургском университете. После окончания университета поступил на службу в Министерство иностранных дел, где работал а составе русских дипломатических миссий в Константинополе, Гааге, Карлсруэ и Вене. В 1887 г. опубликовал наделавшую много шума литературную мистификацию «Письма и записки Оммер де Гелль».
После возвращения в Россию в 1848 году служил в Министерстве народного просвещения. В 1856 году был назначен помощником попечителя С.-Петербургского учебного округа, а в 1859 году — попечителем Казанского учебного округа. В 1862 году он перешёл на службу в Министерство внутренних дел, где был назначен председателем С.-Петербургского комитета иностранной цензуры, а 5 апреля 1881 года по 1 января 1883 года был начальником Главного управления по делам печати.
В это время при его участии была разработана программа первой официальной народной газеты «Сельский вестник». Последние годы жизни князь П. П. Вяземский состоял сенатором по департаменту герольдии, где продолжал заниматься историей русских дворянских родов. Он скончался 29 июня 1888 году в С.-Петербурге и похоронен рядом со своим отцом, Петром Андреевичем Вяземским, в Александро-Невской лавре (памятник не сохранился).
На протяжении всей своей жизни кн. П. П. Вяземский много занимался историей русской литературы и палеографией. В 1877 г. по его почину было основано Общество любителей древней письменности (ОЛДП), в котором он был выбран почётным председателем. Среди его самых известных трудов: «Замечания на Слово о Полку Игореве» (СПб., 1875.), где он анализирует этот один из самых древних памятников русской словесности.
Во время службы в зарубежных дипломатических миссиях, особенно в Карлсруэ, Вяземский проникся модным поветрием на собирание искусства Германии и сопредельных стран XV—XVI веков. С целью воскресить аромат средневековья он оборудовал в Остафьево т. н. Готический зал, по стенам которого были развешаны привезённые из Европы картины. После революции большая часть его художественного собрания была национализирована и поступила в Пушкинский музей.
Умер летом 1888 года от водянки, вследствие болезни сердца и печени, похоронен в Александро-Невской Лавре.

## Семья

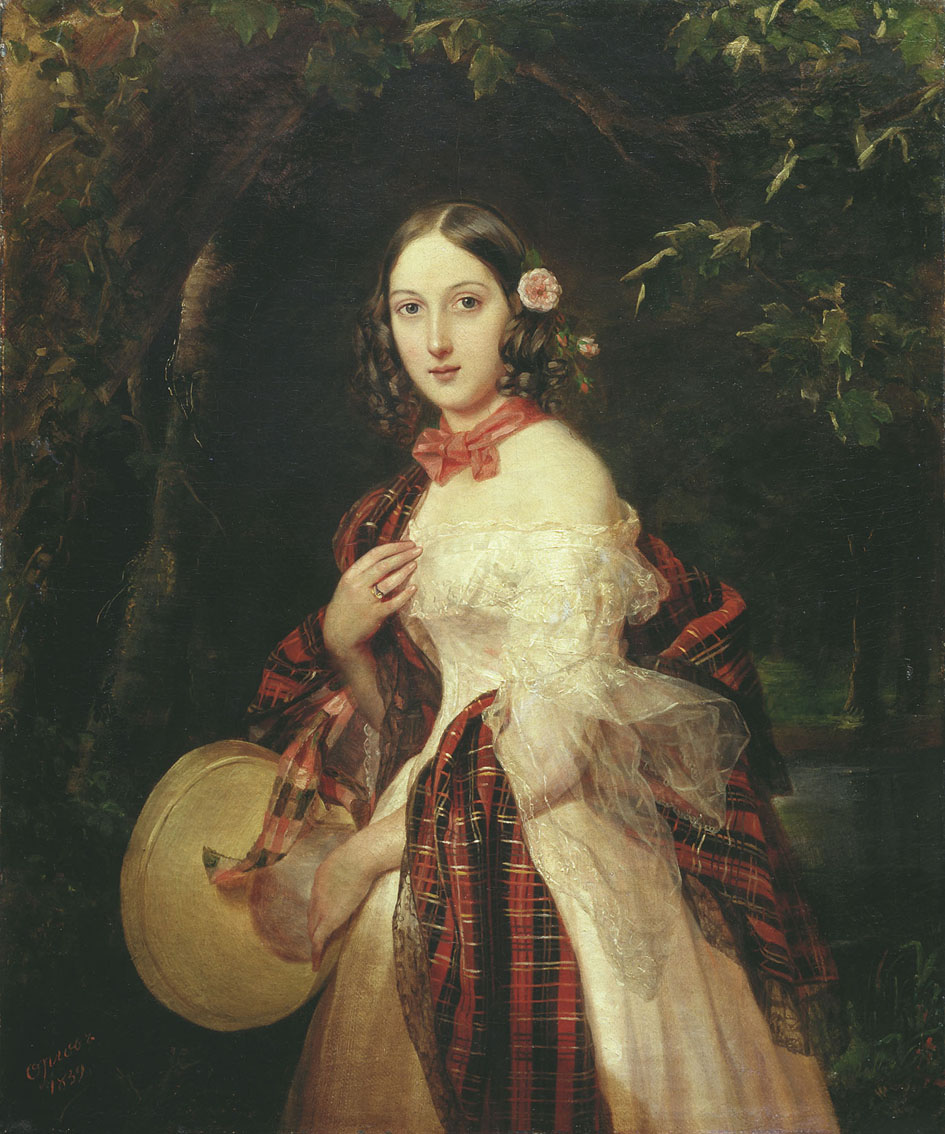
Мария Аркадьевна, жена Вяземского

Женой князя П. П. Вяземского была Мария Аркадьевна Столыпина (1819—1889), вдова И. А. Бека, двоюродная тётка М. Ю. Лермонтова, сестра его друга «Монго», дочь А. А. Столыпина, внучка адмирала Мордвинова. Дети:
- Екатерина Павловна (1849—1929) унаследовала родовое гнездо Остафьево. Вышла замуж за графа Сергея Дмитриевича Шереметева.
- Пётр Павлович (1854—1931) в молодости участвовал в русско-турецкой войне 1877-78 гг., дослужился до чина генерал-майора, после революции эмигрировал во Францию, умер и похоронен в Ментоне. На нём эта ветвь рода Вяземских угасла.
- Александра Павловна (1855—1928[источник не указан 921 день]) была женой министра внутренних дел Дмитрия Сипягина.

## Литературные и научные труды
- «О политике Фридриха Великого с 1763 по 1775 г.» (Москва, 1868)
- «Слово о Полку Игореве. Исследование о вариантах» (СПб., 1877)
- «Докладная записка о сборном каталоге рукописных житий русских святых Н. П. Барсукова» (СПб., 1877)
- «О значении русских лицевых рукописей» (СПб., 1878)
- «Обзор московских книгохранилищ» (СПб., 1877)
- «А. С. Пушкин 1816—1825 г., по документам Остафьевского архива» (СПб., 1880)
- «А. С. Пушкин 1826—1837 г., по документам Остафьевского архива и личным воспоминаниям» (СПб., 1880)
- «Монастыри на Ладожском и Кубенском озере» (СПб., 1881)
- «Архив князя Вяземского» том 1(СПб., 1881).

В 1877 году в журнале «Филологические записки», издаваемом в Воронеже под редакцией А. А. Хованского, была опубликована статья Вяземского «Ходили-ли скандинавские пилигримы на поклонение к святым местам через Россию», а в 1878 — статья «Волк и Лебедь сказочного мира».
В 1932 году богатейший архив П. П. Вяземского и его собрание древних рукописей было передано в Государственную Публичную библиотеку.

## Факты
Изображён на картине Константина Маковского «Смерть Ивана Грозного» (1888) в образе Богдана Бельского, играющего в шахматы с царём